# ده كهنة مزدك (سررود الشمالي)
ده کهنة مزدك (بالفارسية: ده کهنه مزدک) هي قرية تقع في إيران في قسم سررود الشمالي الريفي. يقدر عدد سكانها بـ 1197 نسمة بحسب إحصاء 2016.